# Le Chien des étoiles
Le Chien des étoiles est un roman de Dimitri Rouchon-Borie publié le 17 août 2023 aux éditions Le Tripode.

## Historique
Dimitri Rouchon-Borie, né en 1977 à Nantes, suit un DEA en philosophie puis devient journaliste spécialisé dans les chroniques judiciaires et les faits divers au Télégramme.

## Résumé
Gio, malgré son jeune âge, est déjà marqué par une vie émaillée de violences. Il part avec ses compagnons de route Papillon et Dolores dans un road trip particulier, entre rage, instants poétiques, rencontres marquantes et irruption de galères. Se tisse alors une histoire d'amour très singulière.

## Réception critique
Les critiques, émanant à la fois de médias, et de libraires, sont globalement très positives :
- Fabrice Colin, dans Le Canard enchainé : « Une épopée âpre, pleine de boue et de fureur : l'odyssée d'un desperado magnifique »[4]
- Pauline Leduc, dans L'Express : « La beauté du style unique de Dimitri Rouchon-Borie, cette langue qui fait jaillir des ténèbres la poésie, l’infinie tendresse qui en émane, sont un enchantement qui console de ce qu’il nous donne à voir. Assurément, l’un des plus beaux textes de cette rentrée. »[5]
- Muriel Steinmetz, dans L'Humanité : « Dans une langue drue, Dimitri Rouchon-Borie raconte une histoire de violence et de bonté, et invente un univers excessif qui restitue, trait pour trait, la marge sociale »[6]
- Yann Fastier, dans Le Matricule des Anges : . « Hameçonné par une langue somptueuse, le lecteur suit aveuglément Dimitri Rouchon-Borie au fil des tribulations d'un jeune gitan charismatique »[7]
- Hugo Wintrebert, dans Vanity Fair :  « Dimitri Rouchon-Borie nous offre une nouvelle épopée âpre, pleine de boue et de fureur, avec cette écriture à hauteur d'enfant. (...) Et toujours, cette langue d'une infinie tendresse, entre rage et poésie »[8]

- Léonard Desbrières, dans Lire : « Dimitri Rouchon-Borie prouve décidément qu'on peut incarner quelque chose de nouveau dans un roman français corseté, pris au piège de ses obsessions. (...) Après deux chroniques judiciaires beckettiennes qui mariaient le sauvage et l'absurde, il continue de raconter, dans une langue bouillonnante, les déchirures qui forgent le coeur des hommes » [4]
- Juliette Einhorn, dans Le Monde : « Une balade noire sur ce qui lie et sépare les êtres »[9].
- Pierre Maury, dans Le Soir : « Le nomadisme prend une dimension mythique, le gitan devient hobo » [10]
- Ariane Bois, dans Psychologies Magazine : « Dimitri Rouchon-Borie nous parle, dans ce conte cruel, de liens, de séparations et du dur métier d'homme. Un régal. » [4]
- Anne-Cécile Juillet, dans Le Télégramme :  « On a l'impression parfois de lire du Céline, de traverser des ambiances créées par Buzzati ou Steinbeck, tous ceux-là à la fois et certainement plein d'autres et pour autant aucun d'eux : la voix de Dimitri Rouchon-Borie est singulière et unique. » [11]
- Nathalie Rossignol, dans France 3 Bretagne : « Un magnifique roman »[4]
- Jérémy Bernède, dans Midi Libre : « On est bouleversé de chagrin face au destin tragique de ces gracieux mais aussi de joie, oui, de cette joie étrange, mélancolique, métaphysique ou tout comme, d’avoir eu la chance, grâce à la plume démente de Rouchon-Borie, de les rencontrer, et de les pleurer. »[4]
- Serge Bressan, dans Le Quotidien du Luxembourg : « Avec Le Chien des étoiles, on retrouve la force brute et l’étrange poésie, marques de fabrique de l’auteur »[12]
- Vanina Le Gall, dans La Nouvelle République : « Impossible de passer à côté du road-movie gitan Le Chien des étoiles de Dimitri Rouchon-Borie qui confirme, après Le Démon de la Colline aux loups son art de raconter autrement »[13]
- Cécile D., dans Addict-culture : « Ce roman séduira sans doute par son intrigue sensible et poétique mais l'ambition de ce roman, sa dimension la plus percutante pourrait résider là : dire les marges, les traduire » [14]
- Valentine Costantini, dans Actualitté : « La plume de Dimitri Rouchon-Borie cisaille, pique, rafle, brise... Toujours en laissant la place à cette faible lueur de douceur et d'amour. Le Chien des étoiles est un grand roman »[15]
- Camille-Apollonia Narducci, dans Marianne : « "Le chien des étoiles" de Dimitri Rouchon-Borie, ou les idées trop haut perchées ? » [16]

## Distinctions
Le roman est :
- dans les 10 romans préférés des libraires indépendants [17]
- lauréat du Palmarès Livres Hebdo des libraires 2023[18]
- en lice pour le prix du Roman des étudiants de France culture[19],[2]

## Couverture
La graphiste et illustratrice Amandine Bourbon-Toulan a réalisé la couverture.